# Bo Abrahamsson
Bo Axel Abrahamsson, född 20 juli 1931 i Stockholm, är en svensk ingenjör och företagsledare.
Bo Abrahamsson examinerades från KTH 1958, arbetade vid Flygt International i Solna 1956–1959, var teknisk chef och vice VD vid Bergman borr AB i Solna 1959–1965, VD vid CE Johansson AB 1965–67, vid Engström & Nilson maskin AB 1967–1971 och var VD för Gränges AB 1977–1982. 
Han invaldes 1986 som ledamot av Ingenjörsvetenskapsakademien.